# William Bligh
William Bligh (Plymouth, 1754. szeptember 9. – London, 1817. december 7.) angol tengerésztiszt. Származását tekintve korni (cornwalli kelta) volt.

## Élete
1783-ban részt vett Cook föld körüli utazásában. 1787-ben a Bounty hajóval Tahitiba küldték ki, hogy az ottani kenyérfát Nyugat-Indiában is meghonosíthassák. Útközben legénysége föllázadt és őt 19-ed magával egy csónakra tette ki. Bligh rettenetes fáradalmak után eljutott Batáviába, a lázadó legénység egy része pedig Tahitiba ment vissza.

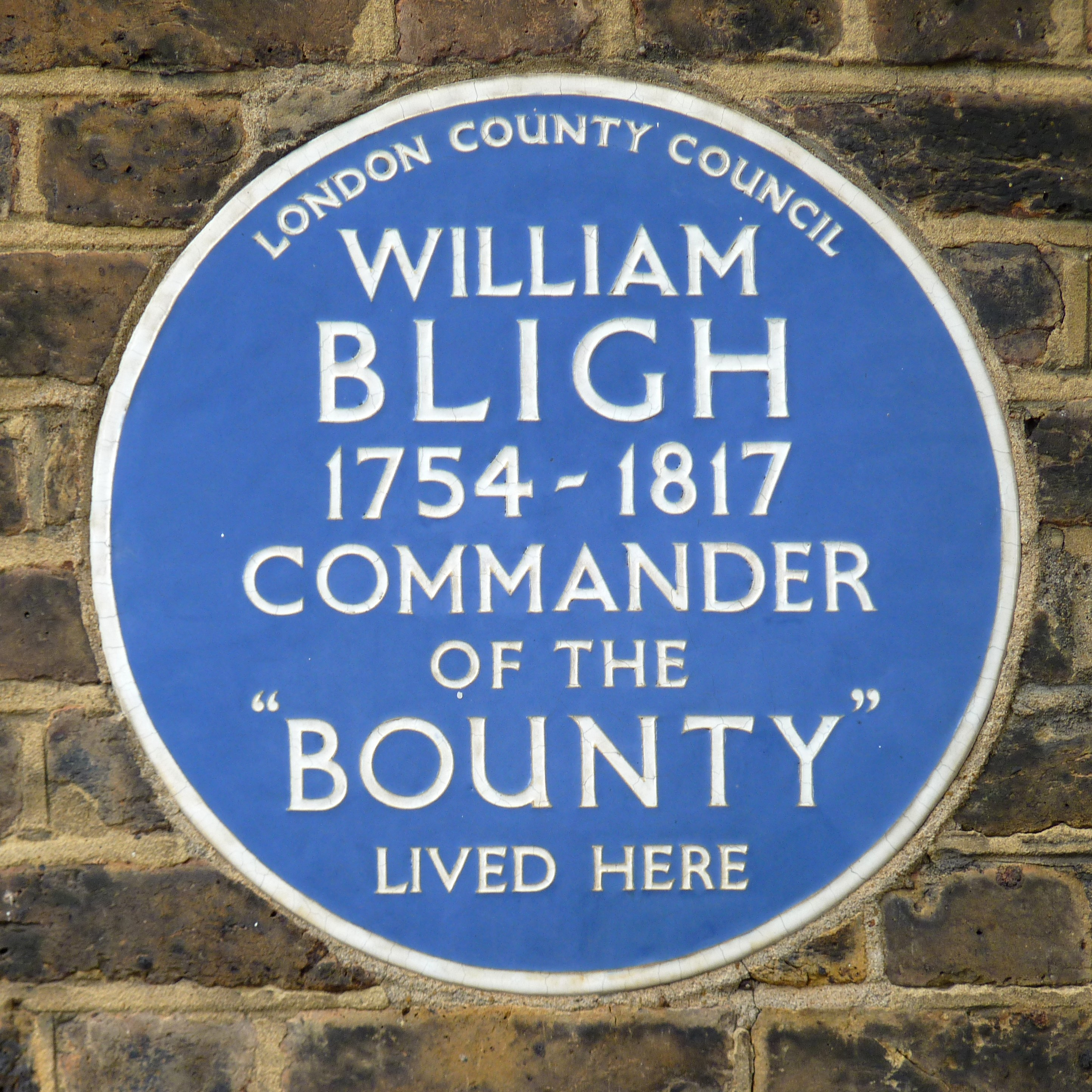
Emléktábla Bligh londoni lakóházán

Bligh Angliába jutva a lázadásról jelentést adott ki 1790-ben, azután 1791-ben pedig útleírást Voyage to the South Sea címmel. A lázadókért hadihajót küldtek Tahitiba, de csak egy részüket foghatták el. A többi a főkolompossal, Fletcher Christiannal már elmenekült a Pitcairn-szigetekre. Ottani sorsukat Byron is földolgozta The island, or Christian and his comrades című költeményében.
Bligh-lal szemben a haditengerészet vizsgálatot indított, vajon helyesen vezényelte a neki kirendelt legénységet. A vizsgálat azonban megállapította, hogy a lázadásért felelősség nem terheli.
Bligh 1806-ban Új-Dél-Wales kormányzója lett, 1808-ban a katonaság kényszerítette lemondásra.
A Bounty filmekben megformált, vaskezű, kegyetlen és szörnyetegként feltüntetett kapitány cseppet sem az igazi Bligh. Igaz szigorú volt több esetben, de nem bánt rosszul a legénységével. Az embereket megszédítették a tahiti nők és a szabadság érzése, ezért megszabadultak a kapitánytól. A lázadók ellen küldött Edwards kapitányra viszont mindaz elmondható volt, amit a filmben igazságtalanul Bligh kapitányra akasztottak: Edwards kapitány embertelen kegyetlenséggel büntette az elfogott lázadókat, szerencsésebbek voltak azok, akiket inkább kivégeztetett.